# Federschwanz-Stechrochen
Der Federschwanz-Stechrochen (Pastinachus sephen) ist eine Stechrochenart, die in weiten Teilen des Indopazifik zwischen dem Roten Meer und Südafrika im Westen sowie dem Ostchinesischen Meer, Melanesien und der Arafurasee im Osten lebt.

## Merkmale
Pastinachus sephen hat eine rautenförmige, für Stechrochen sehr dicke Brustflossen-Scheibe, die etwas länger als breit ist und eine stark gerundete Schnauze aufweist. Der Schwanz ist knapp doppelt so lang wie der Körper und trägt die für die Familie typischen ein bis zwei Giftstacheln auf der Oberseite, etwa ein Drittel vom Schwanzansatz entfernt und damit relativ weit hinten. Eine obere Hautfalte fehlt, die untere ist dagegen stark ausgeprägt. Sie setzt noch vor dem Stachel an und hat die zwei- bis dreifache Breite des eigentlichen Schwanzes. Die Oberseite ist gleichmäßig graubraun bis schwarz, die Unterseite nahezu vollständig weiß mit einem schmalen dunklen Rand. Die Tiere erreicht eine Gesamtlänge von bis zu drei Metern bei einem Gewicht von 250 kg.

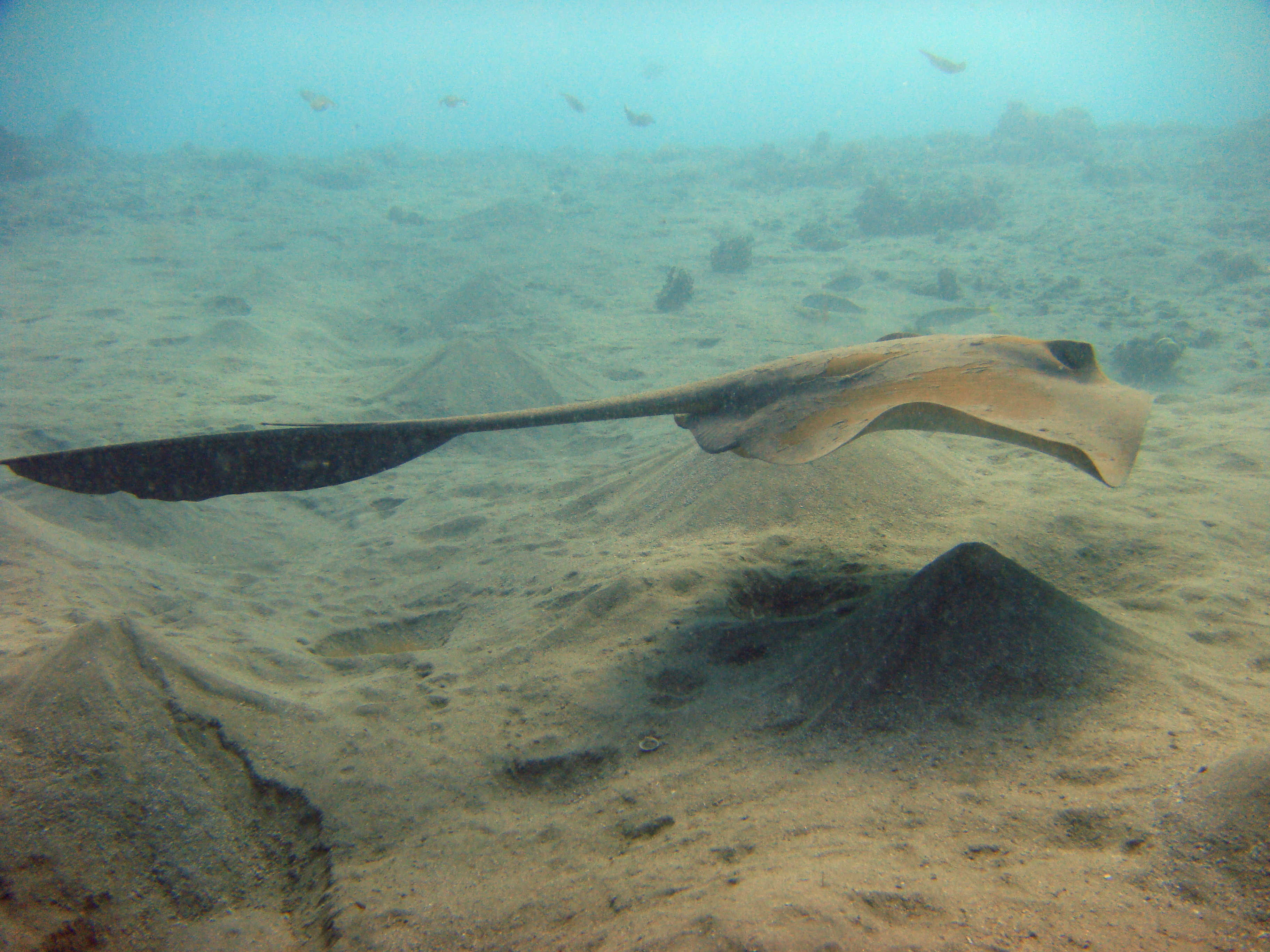
Federschwanz-Stechrochen

## Lebensweise
Federschwanz-Stechrochen leben im Flachwasser von der Gezeitenzone bis in Tiefen von 50 Metern. Da sie sehr tolerant gegenüber der Salinität des Wassers sind, können sie weit in Flüsse hinaufwandern (im Ganges bis zu 1600 km). Die Rochen jagen meist allein in Lagunen, vor und auf Riffen. Ihre Beute besteht aus Knochenfischen (z. B. Ponyfische oder Seezungen), Vielborstern, Garnelen und Muscheln. Sie selbst werden von Haien und Tümmlern gejagt. Wenn sie nicht jagen, halten sie sich gerne in kleineren Gruppen auf sandigem Meeresboden auf, wo sie sich in einem Kreis eingraben, sodass jeder Rochen in eine andere Richtung schaut, um vor Feinden geschützt zu sein. Wie alle Stechrochen sind sie ovovivipar, bei der Geburt misst die Scheibe der Jungen etwa 18 cm.